# رابرتا مکسول
رابرتا مکسول (انگلیسی: Roberta Maxwell؛ زادهٔ ۱۹۴۲)، هنرپیشه فیلم اهل کانادا است.

## قسمتی از فیلمشناسی
- ملوان زبل
- فیلادلفیا
- راه رفتن مرد مرده
- کوهستان بروکبک
- پاییز
- روانی ۳
- پرسی
- احضار
- دیشب